# Spaspet
Spaspet (in georgiano სპასპეტი?) era un ufficio feudale in Georgia che ebbe origine nell'antica Iberia.
L'istituzione dello spaspet, come il suo equivalente sparapet nella vicina Armenia, fu designata sotto l'influenza dello spahbod persiano sasanide, ma differiva da esso in quanto era un rango non ereditario e comprendeva non solo funzioni militari, ma anche civili.
Secondo le cronache georgiane medievali, il grado di spaspet fu introdotto dal primo re Farnabazo nel III secolo a.C. Allo stesso tempo, servì come duca ex officio dell'Iberia interna (Shida Kartli), intorno a Mtskheta e Uplistsikhe. Sembra che questa carica fosse effettivamente ricoperta da un membro della famiglia reale iberica o da un dignitario particolarmente alto, più prossimo al re per anzianità. Il geografo romano Strabone (63/4 a.C.-24 d.C.) attesta che nella gerarchia reale dell'Iberia "il secondo in linea amministra la giustizia e comanda l'esercito". È anche possibile equiparare questi dignitari ai viceré iberici (pitiakhsh) la cui necropoli ereditaria è stata scoperta ad Armazi. 
L'ufficio, in modi variamente modificati, sopravvisse nella Georgia medievale e moderna fino all'annessione russa all'inizio del XIX secolo.